# Guerra aerea

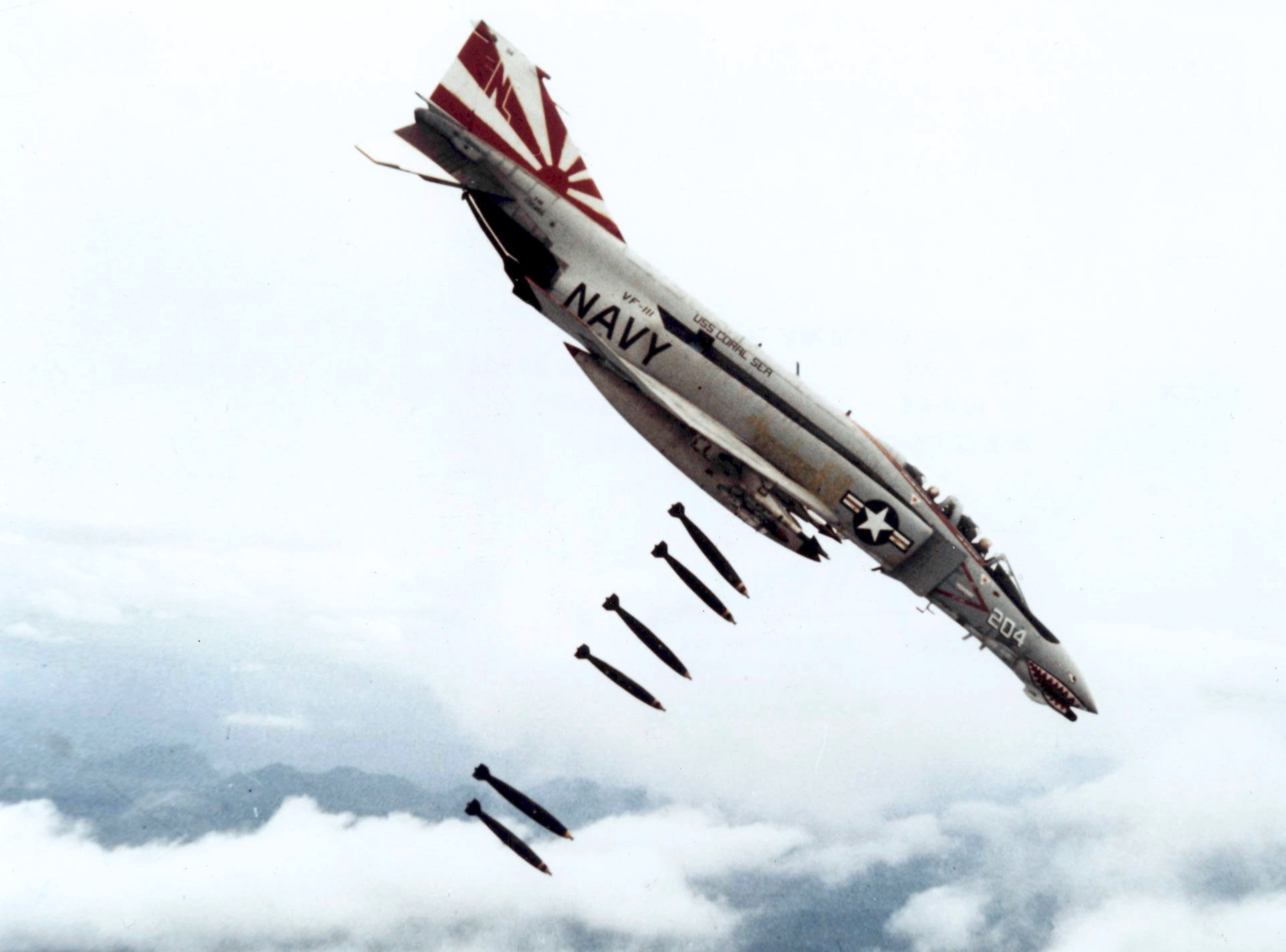
Un F-4B sgancia bombe Mk 82 durante la guerra del Vietnam, 1971

Un Northrop F-5 dell'aeronautica sudvietnamita viene caricata di bombe al napalm nella Base aerea di Bien Hoa, 1968

La guerra aerea è un tipo di guerra in cui l'uso dello spazio aereo è il luogo della battaglia, che si svolge attraverso aerei militari e altri velivoli volanti da guerra.

## Tipologia
La guerra aerea include anche dei bombardieri che attaccano installazioni nemiche o una concentrazione di truppe nemiche o altri obiettivi strategici, aerei da combattimento che combattono per il controllo dello spazio aereo; nel concetto di obiettivo militare rientrerebbe anche l'attacco a elicotteri e altri velivoli che trasportano come paracadutisti, e agli aerei da trasporto militare per spostare merci e personale militare.
La moderna guerra aerea include missili e veicoli aerei senza equipaggio solitamente attraverso dei droni.

## Storia
La storia della guerra aerea iniziò nei tempi antichi, con l'uso di aquiloni che trasportavano uomini in Cina. Nel terzo secolo progredì attraverso utilizzo di palloni aerostatici.
I primi aerei furono usati nella Guerra italo-turca nel 1911 dagli italiani in Libia, inizialmente per ricognizioni aeree, e poi per il combattimento aereo vero e proprio, per abbattere gli aerei di ricognizione nemici. Gli aerei continuarono a svolgere questi ruoli durante tutta la Prima guerra mondiale, ma l'uso di aerei e zeppelin per i bombardamenti strategici emerse durante la Prima guerra mondiale.
Durante la Seconda guerra mondiale, aumentò l'uso di bombardamenti strategici. Sempre durante la Seconda guerra mondiale, la Germania nazista sviluppò molti sistemi missilistici e con guida di precisione, tra cui il primo missile da crociera, il primo missile balistico a corto raggio, i primi missili terra-aria guidati e i primi missili anti-nave.
I missili balistici divennero di fondamentale importanza durante la Guerra fredda, furono armati di testate nucleari e furono accumulati dalle superpotenze - gli Stati Uniti e l'Unione Sovietica - per poi dissuadersi dall'usarli. I primi satelliti militari furono utilizzati per la ricognizione negli anni '50, e il loro uso è progredito verso sistemi di comunicazione e informazioni a livello mondiale che supportano gli utenti militari distribuiti a livello globale con intelligenza dall'orbita.

## Il diritto internazionale umanitario applicabile alla guerra aerea
Non c'è una regolamentazione organica della guerra aerea. Pertanto, trovano applicazione i principi generali del diritto internazionale umanitario e altre regole inserite nei trattati che disciplinano la guerra terrestre. In particolare, le operazioni aeree rientrano nell’ambito di applicazione dell’art. 49, par. 3, del I Protocollo addizionale alle quattro Convenzioni di Ginevra: gli attacchi dall’aria contro obiettivi terrestri sono dunque soggetti alle restrizioni e alle condizioni stabilite nella sezione I del Titolo IV, relativa alla protezione generale della popolazione civile contro gli effetti delle ostilità.
Un tentativo di dare una disciplina organica fu effettuato con le Regole dell’Aja del 1923 sulla guerra aerea, elaborate da una commissione di giuristi su incarico della Conferenza di Washington sulla limitazione degli armamenti. Sebbene le Regole dell’Aja non si siano mai trasformate in uno strumento convenzionale, esse hanno ispirato la redazione di regole nazionali, come quelle contenute nella Legge italiana di guerra del 1938. Alcune Regole dell’Aja riflettono il diritto internazionale consuetudinario. Esse sono riprese anche dal HPCR Manual on International Law Applicable to Air and Missile Warfare del 2010, che rimane uno strumento di soft law.